# Ерік Пульгар
Ерік Пульгар (ісп. Erick Pulgar, нар. 15 січня 1994, Антофагаста) — чилійський футболіст, півзахисник, захисник бразильського «Фламенго» і національної збірної Чилі.
У складі збірної — володар Кубка Америки.

## Клубна кар'єра
У дорослому футболі дебютував 2011 року виступами за команду клубу «Депортес Антофагаста», в якій провів три сезони, взявши участь у 38 матчах чемпіонату.
Своєю грою за цю команду привернув увагу представників тренерського штабу клубу «Універсідад Католіка», до складу якого приєднався 2014 року. Відіграв за команду із Сантьяго наступний сезон своєї ігрової кар'єри. Більшість часу, проведеного у складі «Універсідад Католіка», був основним гравцем команди.
2015 року перебрався до Італії, ставши гравцем «Болоньї». Відіграв за болонську команду протягом чотирьох сезонів рівно 100 матчів у національному чемпіонаті.
У січні 2019 року подовжив свій контракт з «Болоньєю», однак уже за пів року, 9 серпня 2019, за орієнтовні 10 мільйонів євро став гравцем «Фіорентини». Відразу став стабільним гравцем основного складу флорентійської команди, відігравши два сезони в такому статусі. Однак від початку сезону 2021/22 втратив місце в «основі» і на початку 2022 року був відданий в оренду до турецького «Галатасарая».
30 липня 2022 року за орієнтовні 2,5 мільйона євро перейшов до бразильського «Фламенго», з яким уклав контракт до грудня 2025 року.

## Виступи за збірну
2015 року дебютував в офіційних матчах у складі національної збірної Чилі. Наразі провів у формі головної команди країни 4 матчі.
У складі збірної був учасником розіграшу Кубка Америки 2016 року у США, де здобув титул континентального чемпіона, взявши участь лише в одному матчі своєї команди.
За три роки на Кубку Америки 2019 вже був основним гравцем національної команди, яка, утім, не змогла захистити титул континентальних чемпіонів і завершила турнір на четвертому місці. Також брав участь у Кубку Америки 2021, де чилійці завершили боротьбу на стадії чвертьфіналів.
| Дата       | Місто                   | Господарі      | Результат          | Гості                    | Турнір                                 | Голи | Примітки |
| ---------- | ----------------------- | -------------- | ------------------ | ------------------------ | -------------------------------------- | ---- | -------- |
| 29-1-2015  | Ранкагуа                | Чилі           | 3 – 2              | США                      | товариський матч                       | -    |          |
| 26-3-2015  | Санкт-Пельтен           | Іран           | 2 – 0              | Чилі                     | товариський матч                       | -    | 46'      |
| 1-6-2016   | Сан-Дієго               | Мексика        | 1 – 0              | Чилі                     | товариський матч                       | -    | 77'      |
| 22-6-2016  | Чикаго                  | Колумбія       | 0 – 2              | Чилі                     | Копа Америка 2016 - півфінал           | -    | 30'      |
| 11-10-2016 | Сантьяго                | Чилі           | 2 – 1              | Перу                     | Відбір до ЧС 2018                      | -    | 89'      |
| 5-10-2017  | Сантьяго                | Чилі           | 2 – 1              | Еквадор                  | Відбір до ЧС 2018                      | -    | 90+2'    |
| 10-10-2017 | Сан-Паулу               | Бразилія       | 3 – 0              | Чилі                     | Відбір до ЧС 2018                      | -    | 46'      |
| 27-3-2018  | Ольборг                 | Данія          | 0 – 0              | Чилі                     | товариський матч                       | -    | 64'      |
| 4-6-2018   | Грац                    | Сербія         | 0 – 1              | Чилі                     | товариський матч                       | -    | 87'      |
| 11-9-2018  | Сувон                   | Південна Корея | 0 – 0              | Чилі                     | товариський матч                       | -    | 46'      |
| 17-10-2018 | Сантьяго-де-Керетаро    | Мексика        | 0 – 1              | Чилі                     | товариський матч                       | -    | 66'      |
| 16-11-2018 | Ранкагуа                | Чилі           | 2 – 3              | Коста-Рика               | товариський матч                       | -    |          |
| 21-11-2018 | Темуко                  | Чилі           | 4 – 1              | Гондурас                 | товариський матч                       | -    | 80'      |
| 23-3-2019  | Сан-Дієго               | Мексика        | 3 – 1              | Чилі                     | товариський матч                       | -    |          |
| 27-3-2019  | Х'юстон                 | США            | 1 – 1              | Чилі                     | товариський матч                       | -    | 70'      |
| 6-6-2019   | Ла-Серена (Чилі)        | Чилі           | 2 – 1              | Гаїті                    | товариський матч                       | -    | 46' 63'  |
| 18-6-2019  | Сан-Паулу               | Японія         | 0 – 4              | Чилі                     | Копа Америка 2019 - 1-й етап           | 1    |          |
| 21-6-2019  | Салвадор (Бразилія)     | Еквадор        | 1 – 2              | Чилі                     | Копа Америка 2019 - 1-й етап           | -    |          |
| 24-6-2019  | Ріо-де-Жанейро          | Чилі           | 0 – 1              | Уругвай                  | Копа Америка 2019 - 1-й етап           | -    |          |
| 29-6-2016  | Сан-Паулу               | Колумбія       | 0 – 0 (4 – 5 п.п.) | Чилі                     | Копа Америка 2019 - чвертьфінал        | -    |          |
| 3-7-2019   | Порту-Алегрі            | Чилі           | 0 – 3              | Перу                     | Копа Америка 2019 - півфінал           | -    | 74'      |
| 6-7-2019   | Сан-Паулу               | Аргентина      | 2 – 1              | Чилі                     | Копа Америка 2019 - матч за 3-тє місце | -    | 45+1'    |
| 12-10-2019 | Аліканте                | Колумбія       | 0 – 0              | Чилі                     | товариський матч                       | -    |          |
| 15-10-2019 | Аліканте                | Гвінея         | 2 – 3              | Чилі                     | товариський матч                       | -    | 65'      |
| 13-11-2020 | Сантьяго                | Чилі           | 2 – 0              | Перу                     | Відбір до ЧС 2022                      | -    | 71'      |
| 17-11-2020 | Каракас                 | Венесуела      | 2 – 1              | Чилі                     | Відбір до ЧС 2022                      | -    | 89'      |
| 3-6-2021   | Сантьяго-дель-Естеро    | Аргентина      | 1 – 1              | Чилі                     | Відбір до ЧС 2022                      | -    |          |
| 8-6-2021   | Сантьяго                | Чилі           | 1 – 1              | Болівія                  | Відбір до ЧС 2022                      | 1    | 55'      |
| 14-6-2021  | Ріо-де-Жанейро          | Аргентина      | 1 – 1              | Чилі                     | Копа Америка 2021 - 1-й етап           | -    |          |
| 18-6-2021  | Куяба                   | Чилі           | 1 – 0              | Болівія                  | Копа Америка 2021 - 1-й етап           | -    |          |
| 21-6-2021  | Куяба                   | Уругвай        | 1 – 1              | Чилі                     | Копа Америка 2021 - 1-й етап           | -    |          |
| 2-7-2021   | Ріо-де-Жанейро          | Бразилія       | 1 – 0              | Чилі                     | Копа Америка 2021 - чвертьфінал        | -    |          |
| 2-9-2021   | Сантьяго                | Чилі           | 0 – 1              | Бразилія                 | Відбір до ЧС 2022                      | -    |          |
| 9-9-2021   | Кіто                    | Колумбія       | 3 – 1              | Чилі                     | Відбір до ЧС 2022                      | -    |          |
| 7-10-2021  | Ліма                    | Перу           | 2 – 0              | Чилі                     | Відбір до ЧС 2022                      | -    | 72'      |
| 10-10-2021 | Сантьяго                | Чилі           | 2 – 0              | Парагвай                 | Відбір до ЧС 2022                      | -    |          |
| 14-10-2021 | Сантьяго                | Чилі           | 3 – 0              | Венесуела                | Відбір до ЧС 2022                      | 2    | 72'      |
| 27-1-2022  | Калама                  | Чилі           | 1 – 2              | Аргентина                | Відбір до ЧС 2022                      | -    | 76'      |
| 1-2-2022   | Ла-Пас                  | Болівія        | 2 – 3              | Чилі                     | Відбір до ЧС 2022                      | -    | 67'      |
| 29-3-2022  | Сантьяго                | Чилі           | 0 – 2              | Уругвай                  | Відбір до ЧС 2022                      | -    |          |
| 23-9-2022  | Курналя-да-Льобрегат    | Марокко        | 2 – 0              | Чилі                     | товариський матч                       | -    | 46'      |
| 16-6-2023  | Вінья-дель-Мар          | Чилі           | 5 – 0              | Домініканська Республіка | товариський матч                       | -    | 57'      |
| 20-6-2023  | Санта-Крус-де-ла-Сьєрра | Болівія        | 0 – 0              | Чилі                     | товариський матч                       | -    |          |
| 8-9-2023   | Монтевідео              | Уругвай        | 3 – 1              | Чилі                     | Відбір до ЧС 2026                      | -    | 34'      |
| 12-9-2023  | Сантьяго                | Чилі           | 0 – 0              | Колумбія                 | Відбір до ЧС 2026                      | -    |          |
| 12-10-2023 | Сантьяго                | Чилі           | 2 – 0              | Перу                     | Відбір до ЧС 2026                      | -    | 76'      |
| 16-11-2023 | Сантьяго                | Чилі           | 0 – 0              | Парагвай                 | Відбір до ЧС 2026                      | -    |          |
| 21-11-2023 | Кіто                    | Еквадор        | 1 – 0              | Чилі                     | Відбір до ЧС 2026                      | -    | 44' 70'  |
| 11-6-2024  | Сантьяго                | Чилі           | 3 – 0              | Парагвай                 | товариський матч                       | -    | 63'      |
| 21-6-2024  | Арлінгтон               | Перу           | 0 – 0              | Чилі                     | Копа Америка 2024 - 1-й етап           | -    | 22'      |
| 25-6-2024  | Іст-Ратерфорд           | Чилі           | 0 – 1              | Аргентина                | Копа Америка 2024 - 1-й етап           | -    | 76'      |
| 29-6-2024  | Орландо                 | Канада         | 0 – 0              | Чилі                     | Копа Америка 2024 - 1-й етап           | -    | 46'      |
| 10-9-2024  | Сантьяго                | Чилі           | 1 – 2              | Болівія                  | Відбір до ЧС 2026                      | -    | 41'      |
| 15-10-2024 | Барранкілья             | Колумбія       | 4 – 0              | Чилі                     | Відбір до ЧС 2026                      | -    | 77' 84'  |
| Усього     |                         | Матчів         | 54                 |                          | Голів                                  | 4    |          |

## Титули і досягнення
- Володар Кубка Бразилії (2):

«Фламенгу»: 2022, 2024
- Володар Кубка Лібертадорес (1):

«Фламенгу»: 2022
- Переможець Ліги Каріока (1):

«Фламенгу»: 2024
- Володар Суперкубка Бразилії (1):

«Фламенгу»: 2025
Збірні
- Володар Кубка Америки (1): 2016